# Prosownica
Prosownica (Milium L.) – rodzaj roślin z rodziny wiechlinowatych. Należy tu 6 gatunków. Zasięg rodzaju obejmuje całą Europę, rozległe obszary Azji (z wyjątkiem strefy tropikalnej), północną Afrykę (od Maroka po Libię) oraz wschodnią część Ameryki Północnej. Niemal w całym zasięgu rośnie jeden szeroko rozprzestrzeniony gatunek – prosownica rozpierzchła (Milium effusum), wszystkie pozostałe występują w rejonie Kaukazu i spośród nich jeszcze tylko Milium vernale ma szerszy zasięg obejmujący obszar śródziemnomorski i południowo-zachodnią Azję. Do flory Polski należy prosownica rozpierzchła.

## Systematyka
Pozycja systematyczna
Rodzaj z rodziny wiechlinowatych (Poaceae). W obrębie rodziny należy do podrodziny wiechlinowych (Pooideae), plemienia Poeae i podplemienia Miliinae. Tradycyjnie rodzaj klasyfikowany był do plemienia Stipeae i dopiero badania molekularne spowodowały jego przeklasyfikowanie do Poeae.
Wykaz gatunków
- Milium atropatanum Maroofi
- Milium effusum L. – prosownica rozpierzchła
- Milium pedicellare (Bornm.) Roshev. ex Melderis
- Milium schmidtianum K.Koch
- Milium transcaucasicum Tzvelev
- Milium vernale M.Bieb.